# Camellia forrestii
Camellia forrestii är en tvåhjärtbladig växtart som först beskrevs av Friedrich Ludwig Diels, och fick sitt nu gällande namn av Cohen Stuart. Camellia forrestii ingår i släktet Camellia och familjen Theaceae.

## Underarter
Arten delas in i följande underarter:
- C. f. acutisepala
- C. f. pentamera

## Bildgalleri

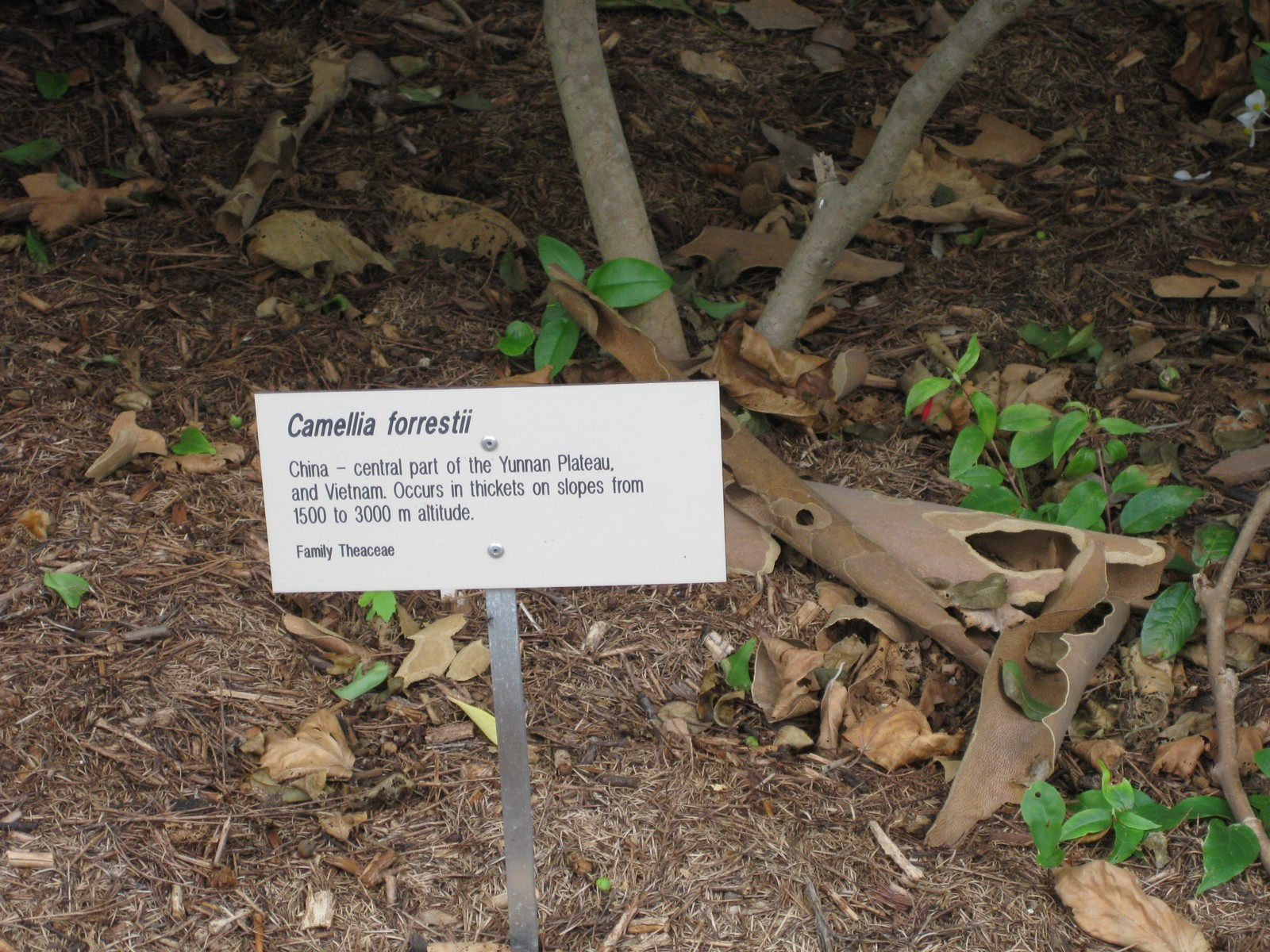